# Val Travaglia

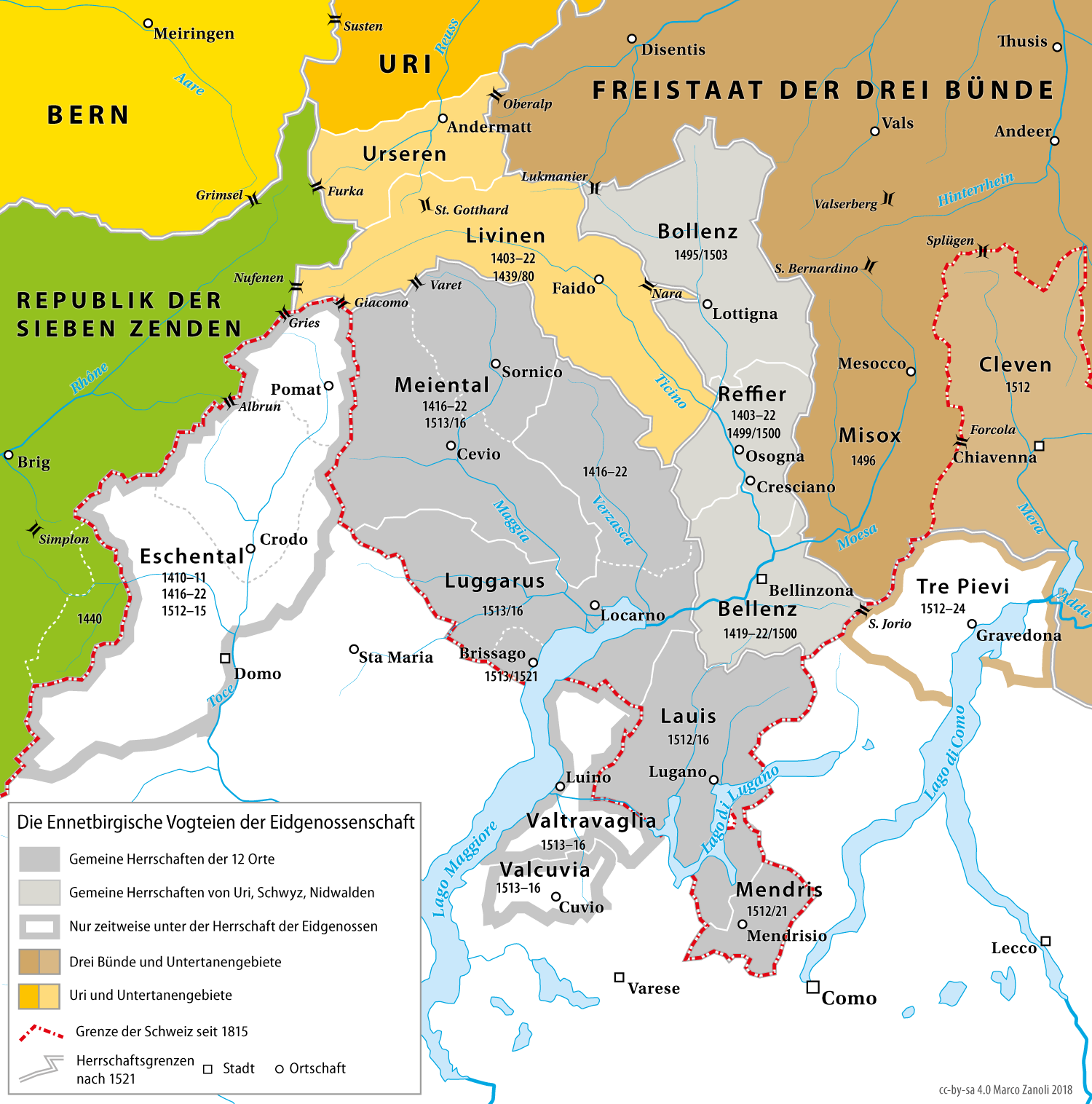
Die Ennetbergise Voogdijen in de Oude Eedgenootschap tot 1798

Depievi Val Travaglia was vanaf de twaalfde eeuw tot 1797 een onderdeel van het Hertogdom Milaan. Tussen 1513 en 1515 was het gebied een Gemeine Herrschaft van het Oude Eedgenootschap. Het begrip pievi, Duits Pfarrei, verwijst naar de kerkelijke indeling van het Aartsbisdom Milaan en na 1797 werd het in het hertogdom Milaan door de wereldlijke overheid overgenomen. De kerkelijke gemeenten van  het gebied van de Pievi tegenwoordig bij het Bisdom Como waar ook de kerkgemeente van  Agno onder viel. Het gebied omvatte de volgende gemeenten:
- Agra
- Brezzo di Bedero
- Brissago
- Roggiano
- Brusimpiano
- Ardena
- Viconago
- Arbizio
- Cremenaga
- Cugliate
- Fabiasco
- Cunardo
- Curiglia
- Monte Viasco
- Dumenza
- Runo
- Germignaga
- Grantola
- Lavena
- Luino
- Voldomino
- Maccagno Superiore
- Campagnano (Lombardei)
- Garabiolo
- Musignano
- Marchirolo
- Marzio
- Mesenzana
- Montegrino
- Bosco
- Pino
- Porto
- Muceno
- Musadino
- Tronzano
- Castelveccana
- Veddasca
- Armio
- Biegno
- Cadero
- Lozzo

## Geschiedenis
Het Eedgenootschap bezette tijdens de Ennetbergse Veldtocht het gebied van Luino en de rest van de plevi Val Travaglia als gevolg de verovering van het zuiden van het kanton Tiscino. Het gebied was toentertijd een leen van de adellijke familie Rusca. Het gebied stond onder de naam Luino of Luvino bekend en het werd tot een voogdij gemaakt, maar het Oude Eedgenootschap en het Hertogdom Milaan bleven om de heerschappij in het gebied strijden. In 1521viel Lunio weer onder de heerschappij van de familie Rusca  en tegelijkertijd kwam de religieuze gemeente rissago definitief onder het bestuur van het Oude Eedgenootschap en het gebied werd geïntegreerd in de Voogdij Locarno. In 1526 werd Val Travaglia met de pievi Val Cuvia geruild tegen Mendrisio en Balerna van het hertogdom Milaan. Het Oude Eedgenootschap bleef de scheidsrechter tussen de familie Rusca en de inwoners van Val Travaglia.